# Nyanpire
Nyanpire (jap. にゃんぱいあ Nyanpaia) – manga typu dōjinshi autorstwa Yukiusy, publikowana w latach 2009–2014. Na jej podstawie studio Gonzo stworzyło serial anime, który emitowano od lipca do września 2011.

## Fabuła
Mały, porzucony kotek zostaje uratowany przez wampira, który karmi go swoją krwią, pozwalając mu odrodzić się jako wampirzy kot o imieniu Nyanpire. Seria opowiada o codziennym życiu Nyanpire, takim jak spędzanie czasu z Misaki, jego ludzką opiekunką, oraz spotkania z innymi kotami. Nyanpire poznaje także dwa nietoperze o imionach Mori i Komori.

## Bohaterowie
- Nyanpire (jap. にゃんぱいあ Nyanpaia)

Seiyū: Ami Koshimizu 
- Masamunya Dokuganryu (jap. 独眼竜まさむにゃ Dokuganryū Masamunya)

Seiyū: Noriaki Sugiyama 
- Nyatenshi (jap. にゃてんし)

Seiyū: Jun Fukuyama 
- Chachamaru (jap. 茶々丸)

Seiyū: Yūko Gotō 
- Mori-kun (jap. 毛利くん) i Komori-kun (jap. 小森くん)

Seiyū: Nozomi Maeda 
- Misaki-chan (jap. 美咲ちゃん)

Seiyū: Shion Hirota 

## Anime
W styczniu 2011 japońskie studio animacji Gonzo ogłosiło, że trwają prace nad telewizyjnym serialem anime na podstawie mangi. Seria, wyreżyserowana przez Takahiro Yoshimatsu i napisana przez Natsuko Takahashi, była emitowana w Japonii od 6 lipca do 19 września 2011. Motywem końcowym jest utwór „Nyanpire taisō” (jap. にゃんぱいあ体操) w wykonaniu Natsuko Aso i Hyadain.